# Héctor Correa
Héctor Correa (* im 20. Jahrhundert) ist ein ehemaliger uruguayischer Fußballspieler.

## Karriere
Defensivakteur Correa gehörte spätestens seit der Zweitligasaison 1986 dem Kader von Liverpool Montevideo an. Bis 1987 spielte er mit dem Klub in der Segunda División. Am Saisonende stieg er unter Trainer Julio César Antúnez in die Primera División auf und stand dabei beim entscheidenden 3:1-Sieg über Racing auf dem Platz. Auch in den drei Erstligaspielzeiten 1988 bis 1990 war er für die Montevideaner aktiv.